# Angela Rohr
Angela Helene Rohr, född Müllner 5 februari 1890 i Znaim i dåvarande Mähren, död 7 april 1985 i Moskva i dåvarande Sovjetunionen, var en tyskspråkig läkare och författare. Hon var gift tre gånger och är därför tidigt bekant även under namnen Hubermann och Guttmann som publicist. Hon hade dessutom flera pseudonymer, varav den mest kända är Helene Golnipa. Hon är inte översatt till svenska och är inte representerad med något verk på svenska bibliotek (år 2021). 

## Liv och verk

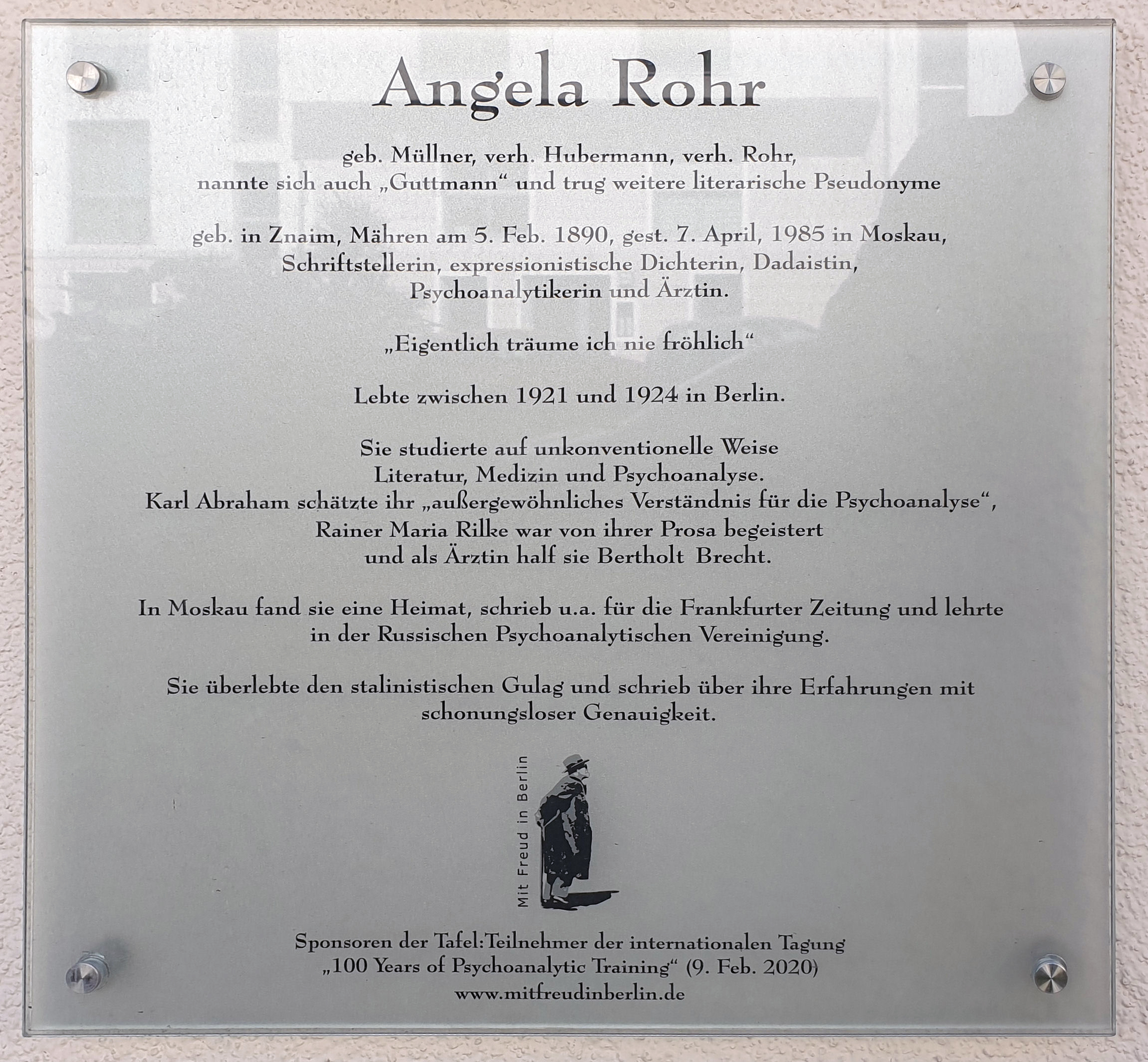
Minnestavla för Angela Rohr i berlinstadsdelen Wilmersdorf. Utöver levnadsdata innehåller den citatet: "Eigentlich träume ich nie fröhlich" [Egentligen drömmer jag aldrig lyckligt]. Och Karl Abrahams vitsord, om en "utomordentlig förståelse för psykoanalysen". Det står också att hon som läkare hjälpte Bertolt Brecht och att hon undervisade inom den ryska psykoanalytiska föreningen.

Efter skilsmässan från författaren Leopold Hubermann blev Angela Hubermann en del av den konstnärligt radikala dadakretsen i Zürich medan första världskriget ännu pågick. Hon lärde känna den färgstarke skribenten Walter Serner, ingick ett skenäktenskap med österrikaren Simon Guttmann och fann en intensiv beundrare i Rainer Maria Rilke innan hon bosatte sig i efterkrigstidens politiskt turbulenta Berlin. Hon hade påbörjat medicinstudier redan 1913 i Paris och fortsatt dessa i Zürich, parallellt med en blygsam litterär verksamhet. I Berlin vidareutbildade sig Angela Guttmann vid Karl Abrahams nybildade Berliner Psychoanalytische Institut åren 1920–1923. Här gifte hon sig för tredje gången, med Wilhelm Rohr, en medlem av det nygrundade Tysklands kommunistiska parti. 1925 flyttade paret till Moskva och blev sovjetiska medborgare. Angela Rohr arbetade som forskare inom biologi och skrev krönikor och reportage för tyska dagstidningar som Frankfurter Zeitung. Hon medarbetade även i tidskriften Internationale Literatur som utgavs i Moskva. Båda makarna fängslades 1941, misstänkta för spioneri. Wilhelm Rohr tros ha dött redan 1942 i Saratovs fängelse. Bertolt Brecht försökte förgäves att via Konstantin Fedin få Angela Rohr fri. I 15 år befann hon sig i fångenskap och onåd i ett "arbetsläger för korrektion" i Nizjnij Tagil; ett öde hon delade med flera hundratusen volgatyskar. Hon överlevde denna sin sibiriska gulag-vistelse eftersom hennes kompetens som läkare var användbar. 1957 kunde hon återvända till Moskva. Hennes osminkade prosa om gulagtiden fick inte tryckas i vare sig Sovjetunionen eller DDR, trots Konstantin Fedins förmedling. Hennes manus smugglades istället ut från Moskva till Wien i början av 1980-talet och började delvis publiceras där. En utförlig biografi finns med i boken Der Vogel (2010), som annars är en samlingsvolym med berättelser och reportage.
Den 9 februari 2020 avtäcktes en offentlig minnestavla för Angela Rohr i stadsdelen Wilmersdorf i Berlin på adressen Am Volkspark 85. Deltagare i det internationella mötet "100 Years of Psychoanalytic Training" just detta datum stod bakom högtidlighållandet.

## Verk (urval)
- Helene Golnipa: Im Angesicht der Todesengel Stalins (Mattersburg-Katzelsdorf: Edition Tau, 1989)
- Der Vogel. Gesammelte Erzählungen und Reportagen (Berlin: BasisDruck, 2010)
- Lager. Autobiographischer Roman. (Berlin: Aufbau, 2015)
- Zehn Frauen am Amur. Feuilletons für die Frankfurter Zeitung aus der Sowjetunion (1928–1936) (Berlin: BasisDruck, 2018)